# 靈鷲山 (台灣)

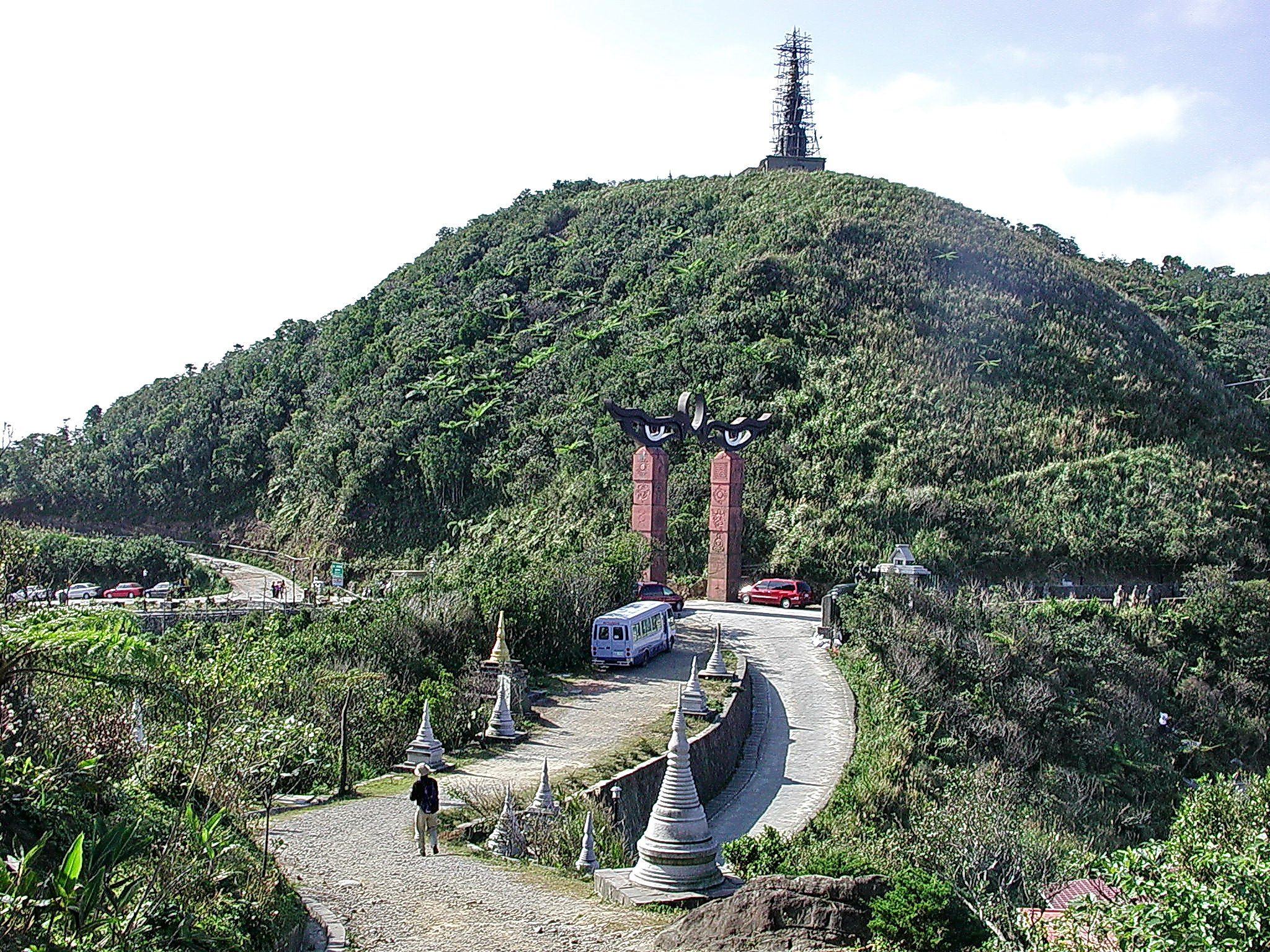
靈鷲山道場天眼門與後方山頂十一面觀音

靈鷲山，是創立於臺灣的大乘佛教教團，創辦人為釋心道法師。總本山位於新北市貢寮區荖蘭山上的無生道場。

## 創辦人
釋心道原籍雲南，1948年生於緬甸赤貧農村，1961年隨雲南人民反共志願軍自緬甸撤往台灣，早年於臺北外雙溪，及宜蘭礁溪、員山一帶的墓地內苦修；1983年覓地斷食，輾轉來到東北角福隆山區閉關，次年出關後開創「靈鷲山無生道場」，奔走國際，推動宗教交流、跨界對話，創立「世界宗教博物館」。

## 靈鷲山上院-無生道場

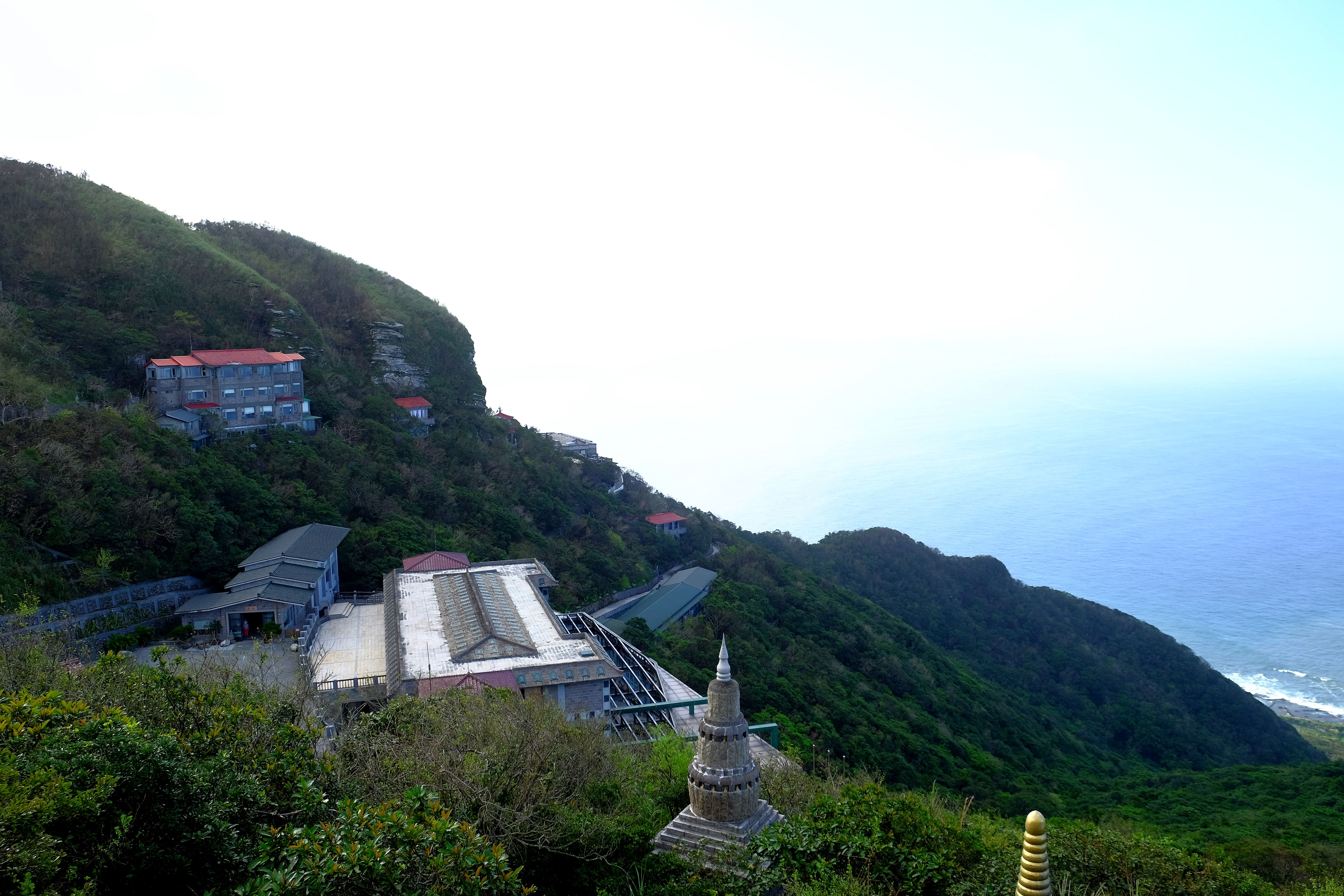
靈鷲山道場殿舍

靈鷲山無生道場成立於西元1984年，座落台灣東北角風景區的荖蘭山，該山即雪山山脈北端首座山峰，至高點海拔約387公尺。在地理與地勢上酷似印度靈鷲山。無生道場依山傍海，可以眺覽東北角海岸及太平洋。開山和尚心道法師苦修歷程中對「無生之生」有最深體驗，遂以「靈鷲山無生道場」為名。「無生」是指人的本來面目、覺性沒有生死之意，也是佛教徒追求的涅槃境界。
入山處沿途始於天眼門、多羅觀音、舍利塔林、五百羅漢步道、十一面觀音等。殿宇建設歸於自然，以石屋瓦房為主，殿宇有聞喜堂財神宮殿、華藏海圓通寶殿、三乘佛學院、祖師殿、開山聖殿等。

## 靈鷲山下院-聖山寺

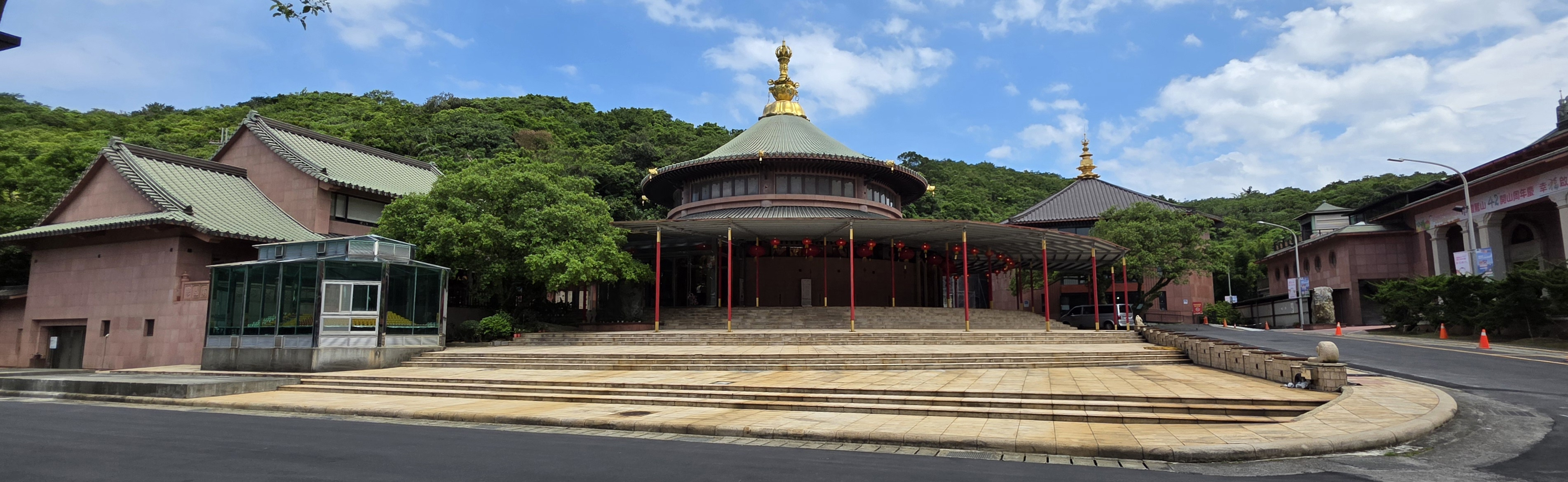
靈鷲山聖山寺：由當地仕紳吳春泉家族建於1913年，1990年捐贈予釋心道管理

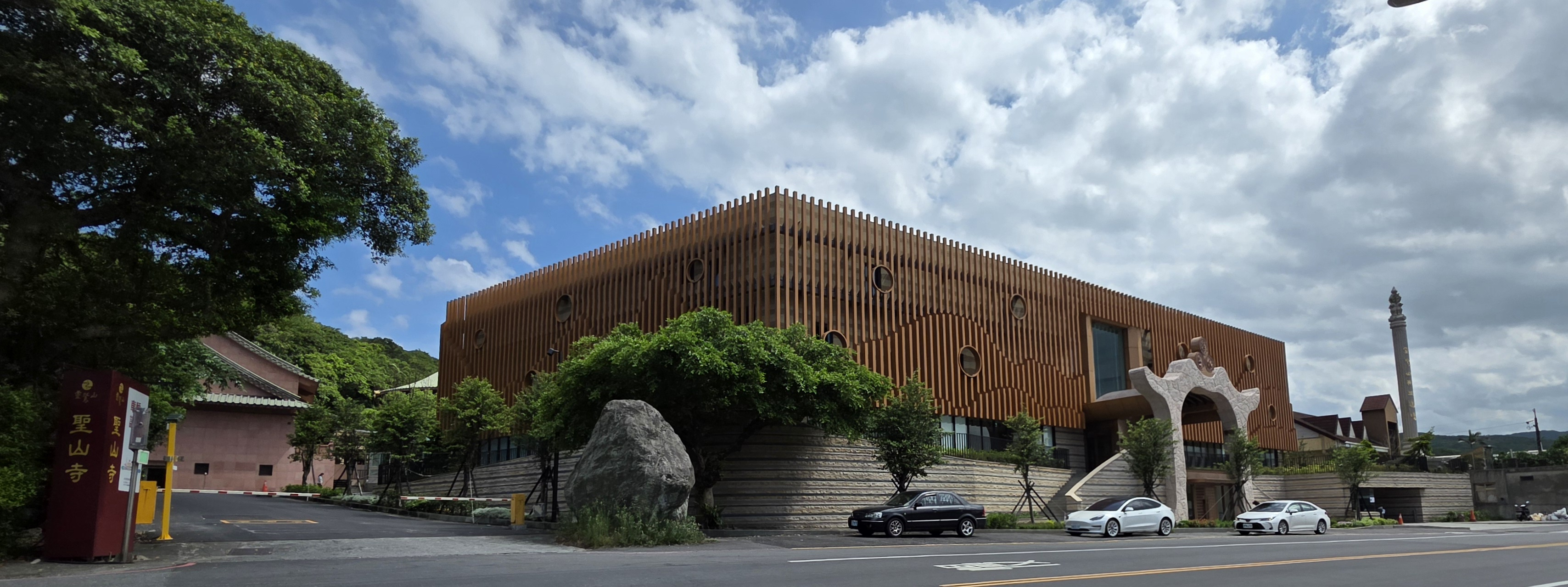
福城（2018年興建，2025年落成）

位於北濱海公路上，為靈鷲山下院宗教文化教育園區。主殿供奉泰國國寶三金佛-成功佛、圓滿佛、平安佛，三尊金佛為十四世紀泰國素可泰王朝至今的國寶級分尊。
2011年供奉三尊金佛於聖山寺金佛聖殿，分別為成功佛、圓滿佛與平安佛。
為接引大眾，規劃有：善法大樓、金佛殿、見性樓、香客大樓(玉佛殿)、壇信樓等級善空間。

## 對外活動

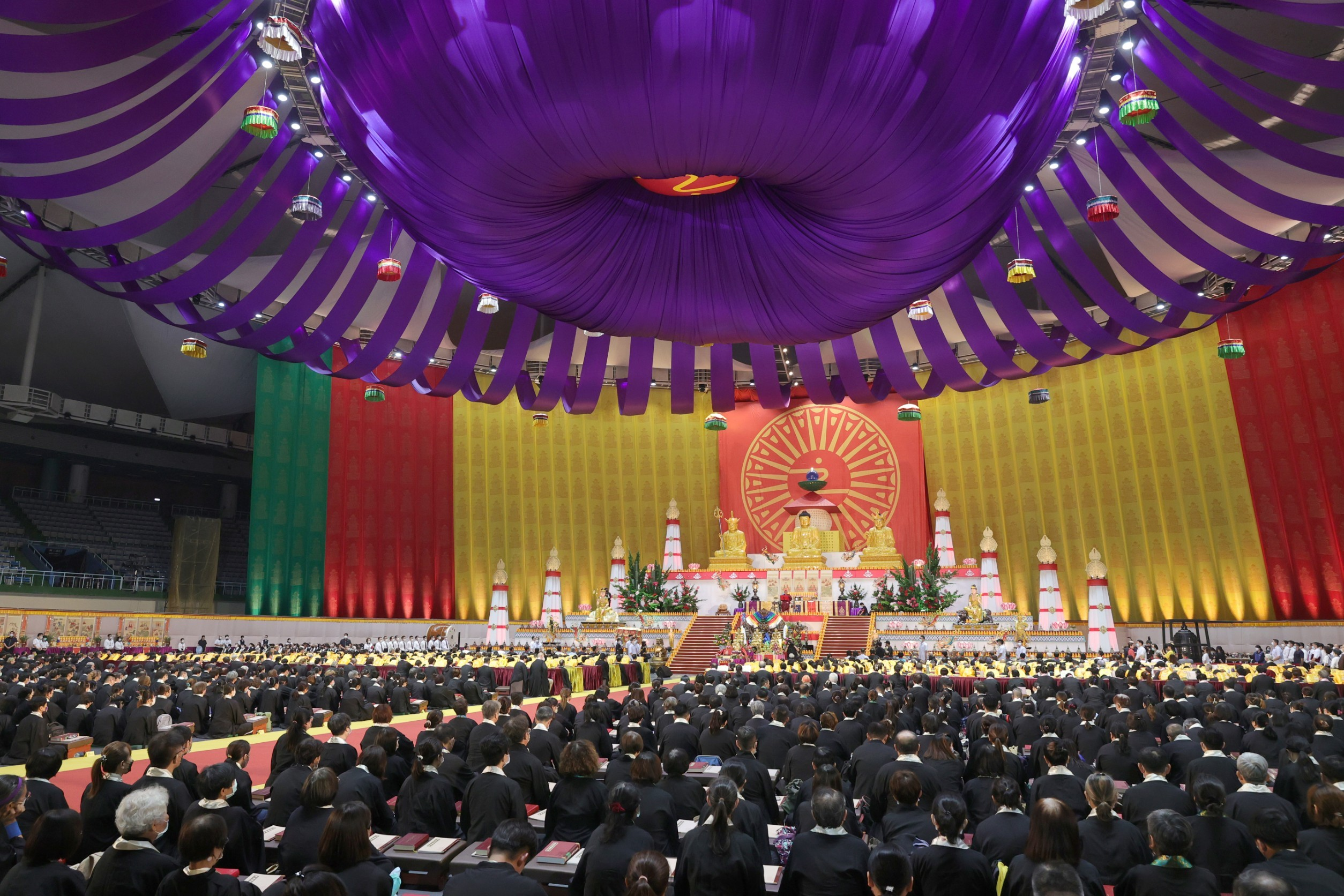
靈鷲山於桃園巨蛋舉辦水陸空大法會

1994年於台中啟建第1屆水陸空大法會，隔年開始移至桃園巨蛋，至2023年已舉辦30屆。
每年舉辦春秋兩季四眾安居禪修閉關，並將禪修活動系統化、普及化，研發各式適合現代人的禪修活動，每月舉辦斷食禪修、禪三、禪七、禪十、樂活禪等，各地講堂設有平安禪課程，其宗旨乃在於推廣禪法、落實生活禪理念。

## 圖片

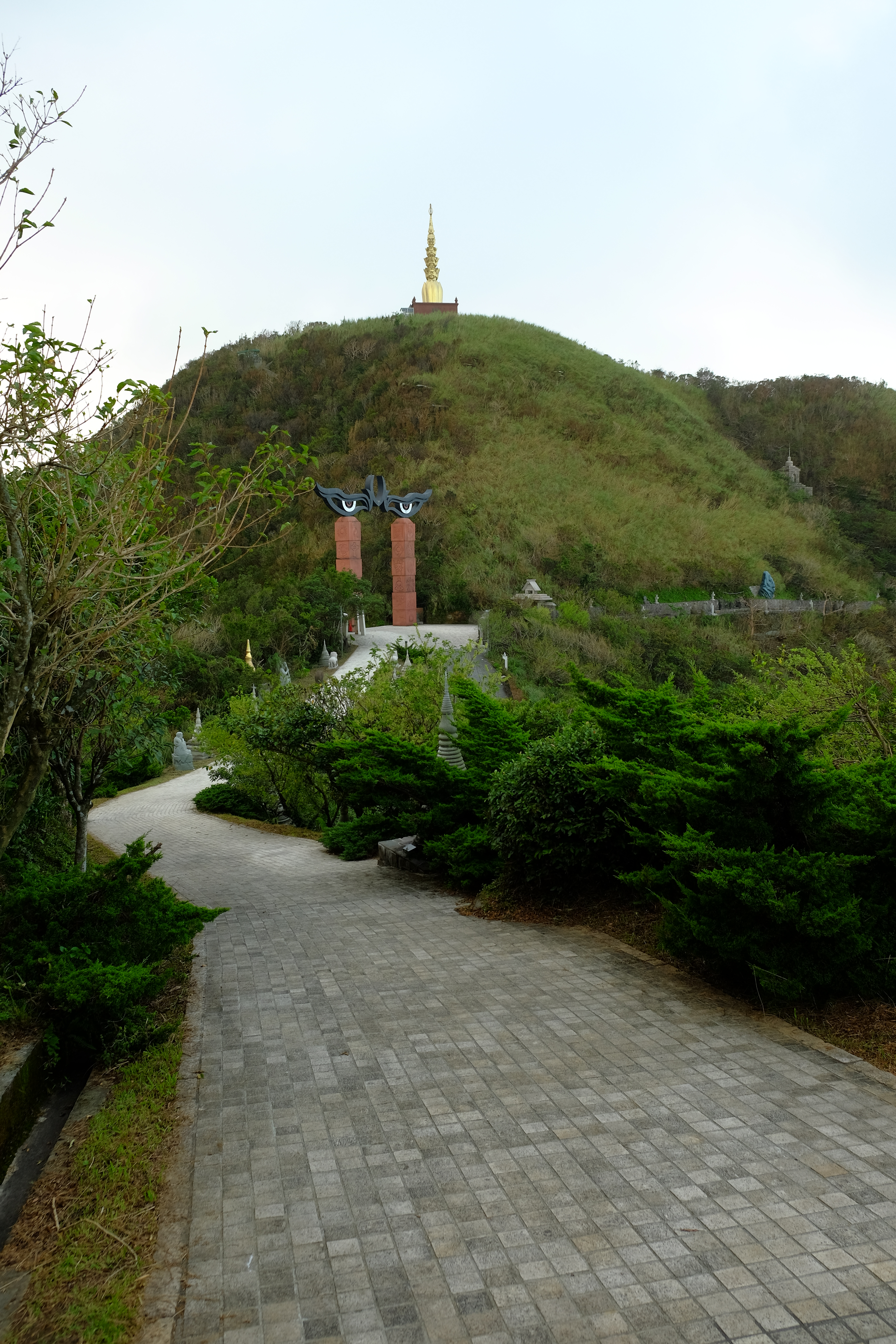
靈鷲山十一面觀音（山頂）、天眼門（山下）
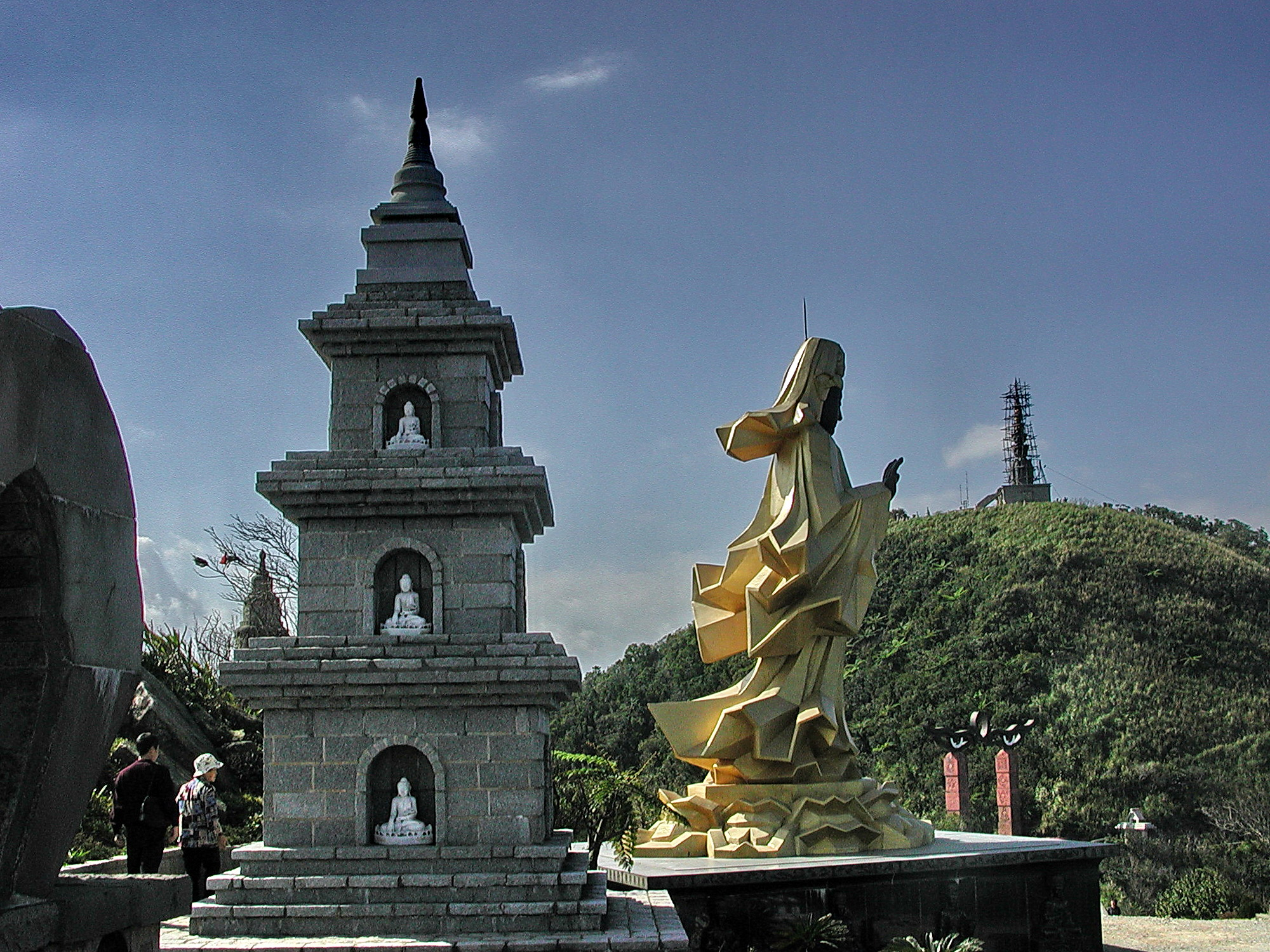
觀音道場
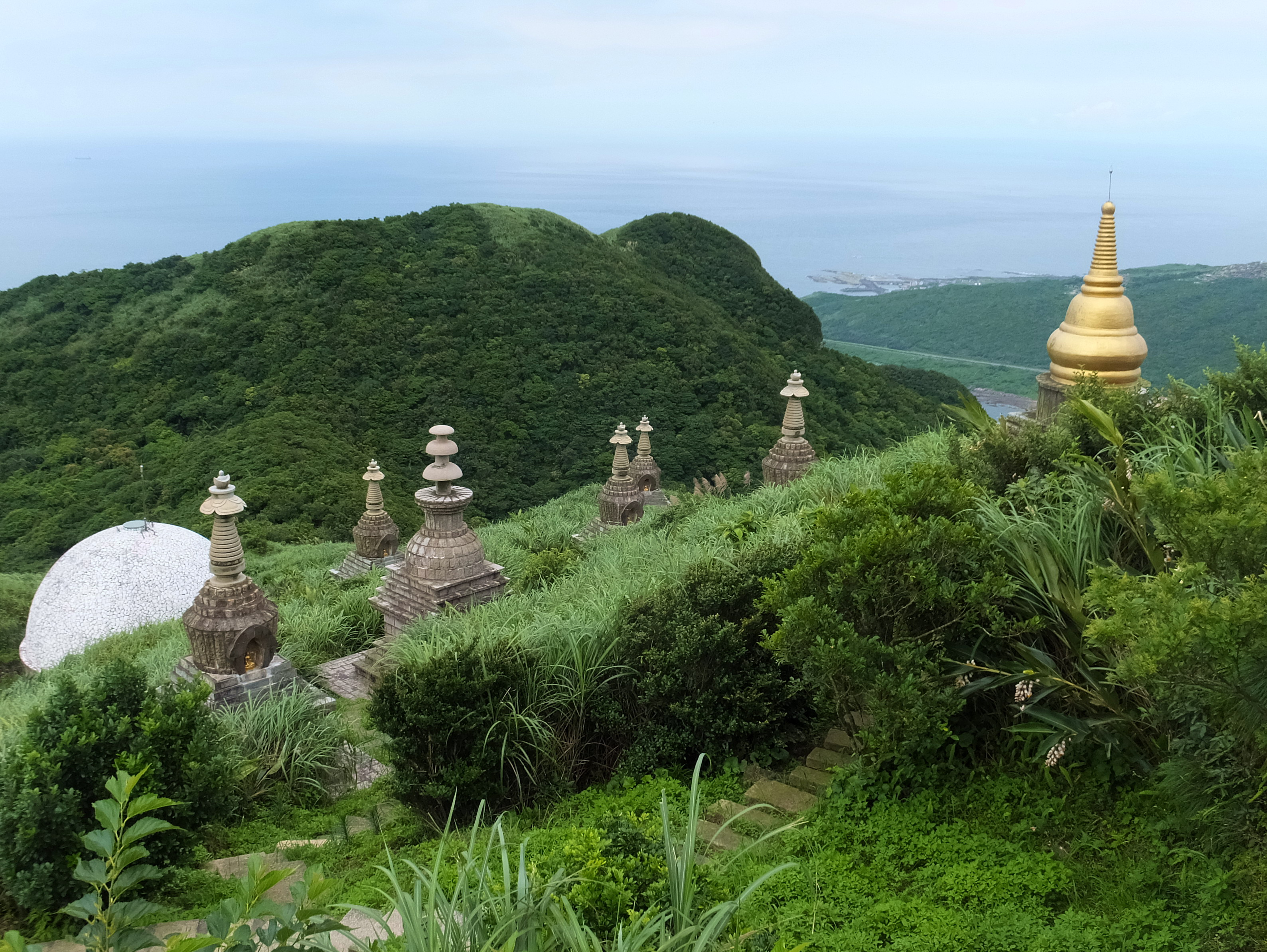
舍利塔林